# جوزف ال. والش
جوزف لئونارد والش (انگلیسی: Joseph Leonard Walsh؛ ۲۱ سپتامبر ۱۸۹۵ – ۶ دسامبر ۱۹۷۳) یک ریاضی‌دان آمریکایی بود که بیشتر در زمینهٔ آنالیز ریاضی فعالیت می‌کرد. تابع والش و کد والش-آدامار به‌نام او نام‌گذاری شده‌اند.
او در سال ۱۹۳۶ میلادی به عضویت آکادمی ملی علوم درآمد و از سال ۱۹۴۹ تا ۱۹۵۱ ریاست انجمن ریاضی آمریکا را برعهده داشت. او ۲۷۶ مقاله، ۷ جلد کتاب منتشر کرده است.
جوزف والش بیشتر دوران حرفه‌ای خود را در دانشگاه هاروارد به تحصیل و کار مشغول بود. او همچنین در جنگ جهانی دوم به‌عنوان افسر نیروی دریایی آمریکا خدمت کرد و بعد از جنگ به درجهٔ کاپیتانی رسید. والش بعد از بازنشستگی از دانشگاه هاروارد در سال ۱۹۶۶، سمتِ پیشنهادی دانشگاه مریلند در کالج پارک را قبول کرد و چند ماه آخر عمر خود را در این دانشگاه به کار مشغول بود.